# Isaac de Benserade
Isaac de Benserade (Lyons-la-Forêt, 1612 - Gentilly, Illa de França, 19 d'octubre de 1691) fou un poeta i dramaturg francès, d'ascendència normanda.
Fill de Charlotte de la Porte, emparentada amb Richelieu, i d’Henry de Benserade, escriu la seua primera tragèdia, Cléopâtre, al 1635, dedicada al cardenal Richelieu, el qual li gratifica el gest amb una generosa pensió; a la qual s'uniran la comèdia Iphis et Iante (1637) i tres obres dramàtiques més: la tragèdia La Mort d’Achille et la Dispute de ses armes (1636) i les tragicomèdies Gustaphe ou l’Heureuse Ambition (1637) i Méléagre (editada el 1641). La carrera teatral de Benserade és, doncs, breu, i la mort de Richelieu (1642) l’obliga a buscar nous protectors: Anna d’Àustria, reina consort i després regent; Jean Armand de Maillé, duc de Brézé, un parent llunyà per banda de mare; el cardenal Jules Mazarin, successor de Richelieu; Gastó de França, duc d’Orleans, qui, a més d’una pensió, li regala un apartament al Palau Reial de les Teuleries, i finalment, el mateix Lluís XIV.
Home de cort d’esperit mundà i refinat, habitual dels salons literaris preciosistes i dels cabarets, virtuós de la llengua i polígraf, i fecund i talentós poeta de circumstància de ploma, ara i adés incisiva, i sovint faceciosa, cultiva tots els gèneres poètics i capgira a lloure epigrames, rodolins, balades i madrigals..., però, sobretot, llibrets de ballets de cort (un gènere novell nascut a finals del segle anterior que conjuga poesia, música vocal i instrumental, i coreografia): entre 1651 i 1669 n'escriu una vintena, musicats per Jean-Baptiste Lully, Michel Lambert o Jean de Cambefort.
Escollit membre de l’Académie Française al 1674, participa en la redacció del Dictionnaire, i només publica dues obres més: les Métamorphoses d’Ovide en rondeaux, el 1676, i les Fables d’Ésope en quatrains, el 1678. Cansat de la vida a la Cort, el 1685 Benserade es retira a Gentilly, on morirà el 19 d’octubre de 1691, als 78 anys.

## Obres
- 1636 Cléopâtre
- 1636 La Mort d'Achille et la Dispute de ses armes
- 1637 Gustaphe ou l'Heureuse Ambition
- 1637 Iphis et Iante, traduïda per Encarna Sant-Celoni al català (Ifis i Iante, col. d'ací d'allà, 102, adesiara, 2024)
- 1641 Méléagre
- 1648 Le Sonnet de Job
- 1651 Ballet de Cassandre
- 1651 Ballet des Fêtes de Bacchus
- 1653 Ballet de la Nuit
- 1654 Ballet des Proverbes
- 1654 Ballet des Noces de Pélée et de Thétis
- 1654 Ballet du Temps
- 1655 Ballet des Plaisirs
- 1655 Grand Ballet des Bienvenus
- 1656 Ballet de Psyché
- 1657 Ballet de l'Amour malade
- 1658 Ballet royal d'Alcidiane
- 1659 Ballet de la Raillerie
- 1661 Ballet royal de l'Impatience
- 1661 Ballet des Saisons
- 1663 Ballet des Arts
- 1664 Ballet des Amours déguisés
- 1664 Les Plaisirs de l'île enchantée
- 1665 Ballet royal de la Naissance de Vénus
- 1666 Ballet des Muses
- 1669 Ballet royal de Flore
- 1676 Métamorphoses d'Ovide en rondeaux
- 1678 Fables d'Ésope en quatrains